# La Bazoche-Gouet
 La Bazoche-Gouet  es una población y comuna francesa, en la región de  Centro, departamento de Eure y Loir, en el distrito de Nogent-le-Rotrou y cantón de Authon-du-Perche.

## Demografía
| 1463 | 1529 | 1451 | 1311 | 1281 | 1249 |
| Para los censos de 1962 a 1999 la población legal corresponde a la población sin duplicidades (Fuente: INSEE [Consultar]) |      |      |      |      |      |